# Lancaster (Wisconsin)
Lancaster es una ciudad ubicada en el condado de Grant en el estado estadounidense de Wisconsin. En el Censo de 2010 tenía una población de 3.868 habitantes y una densidad poblacional de 491,91 personas por km².

## Geografía
Lancaster se encuentra ubicada en las coordenadas 42°50′50″N 90°42′23″O / 42.84722, -90.70639. Según la Oficina del Censo de los Estados Unidos, Lancaster tiene una superficie total de 7.86 km², de la cual 7.86 km² corresponden a tierra firme y (0%) 0 km² es agua.

## Demografía
Según el censo de 2010, había 3.868 personas residiendo en Lancaster. La densidad de población era de 491,91 hab./km². De los 3.868 habitantes, Lancaster estaba compuesto por el 98.29% blancos, el 0.47% eran afroamericanos, el 0.18% eran amerindios, el 0.49% eran asiáticos, el 0% eran isleños del Pacífico, el 0.26% eran de otras razas y el 0.31% pertenecían a dos o más razas. Del total de la población el 0.8% eran hispanos o latinos de cualquier raza.